# Алёхина, Галина Александровна
Галина Александровна Алёхина (род. 16 декабря 1946, Москва, РСФСР, СССР) — советская и российская театральная актриса, народная артистка России (2004), актриса Новосибирского государственного академического театра «Красный факел».

## Биография
Родилась 16 декабря 1946 года в  Москве.
В 1970 году завершила обучение актёрскому мастерству в Свердловском театральном училище.
Сначала стала играть в театрах  Челябинска, работала и в Москве. В 1974 году становится актрисой Новосибирского областного драматического театра и работает там до 1987 года. В 1987 году получает приглашение и соглашается перейти в труппу «Красного факела» (Новосибирск). До настоящего времени трудится в этом театре.
С 2007 года совмещает работу с преподавательской деятельностью — обучает актёрскому мастерству в Новосибирском театральном институте на курсе народного артиста России А. Зыкова.
В 2023 году дебютировала в кино, сыграв ученую Авву в фильме Антона Коломееца «Свет» в тандеме с Еленой Яковлевой. 

## Награды
- Народная артистка Российской Федерации (4 марта 2004).
- Заслуженный артист Российской Федерации (6 июля 1994) — за заслуги в области театрального искусства

## Работы в театре
Новосибирский государственный академический театр «Красный факел»
- Софокл, Эсхил «Род» / Иокаста (1996);
- Уго Бетти «Козий остров» / Агата (1998);
- Надежда Птушкина «Пока она умирала» / Татьяна (2000);
- Эрик-Эмманюэль Шмитт «Последняя любовь Дон Жуана» / Мадмуазель Де Ла Трэнгль (2002);
- Макс Фриш «Андорра» / Сеньора (2003);
- Стивен Кинг «Мизери» / Энни Уилкс (2003);
- Михаил Булгаков «Кабала святош» / Мадлена Бежар (2005):
- Айвон Менчелл «Девичник над вечным покоем» / Дорис (2007);
- Александр Пушкин «Пиковая дама» / Графиня Анна Федотовна (2007);
- Пьеса Юлия Кима, музыка Владимира Дашкевича «Как солдат Иван Чонкин самолёт сторожил» / Циля, его жена (2008);
- Биляна Срблянович «Саранча» / Госпожа Петрович (2009);
- Жан-Батист Мольер «Мещанин во дворянстве» / Г-жа Журден (2010).